# Un héroe de nuestro tiempo
Un héroe de nuestro tiempo (del ruso: Герой нашего времени) —también traducido como El héroe de nuestro tiempo— es una novela de Mijaíl Lérmontov escrita en 1839 y revisada en 1841. Es un ejemplo de la novela del hombre superfluo, notable por su impulsivo héroe byroniano (o antihéroe) Grigori Pechorin.

## Antecedentes
En 1836, cuando tenía veintidós años, Lérmontov comienza una novela, La princesa Ligovskaya, en la que ya aparece Pechorin, el protagonista de Un hombre de nuestro tiempo. En la primavera de 1837, es exiliado al Cáucaso por haber escrito el poema La muerte del poeta, en el que apela a justicia divina sobre los aristócratas, a quienes considera responsables de la trágica muerte de Pushkin. Entonces el joven escritor empieza realmente a escribir la novela Un héroe de nuestro tiempo, la mayoría de cuyas escenas se inspiran en este periodo pasado en las fronteras del Imperio ruso. Al regresar a San Petersburgo terminó de escribirla en 1839.
La novela fue un éxito desde que se publicó por primera vez en 1840, pero el autor fue nuevamente exiliado al Cáucaso; esta vez por un duelo contra el hijo del embajador de Francia. La segunda edición, ampliada con un prefacio —insertado al comienzo de la segunda parte— se publicó en 1841, pocos meses después de la muerte de Lérmontov en un duelo.
Las circunstancias exactas del duelo que costó la vida a Lérmontov no están claras pero parece que Un héroe de nuestro tiempo podría haber sido una de las causas de confrontación (un antiguo compañero de estudios, Nikolái Martýnov, víctima de sus burlas, lo provoca y lo reta a un duelo). El comentario del zar al enterarse parece haber sido: «La muerte de un perro por otro perro».

## Argumento
El libro está dividido en dos partes con cinco cortos cuentos o novelas, más (desde la segunda edición) un prefacio del autor. La acción tiene lugar entre 1827 y 1833 en el Mar Negro (península de Tamán) y en el Cáucaso (ciudades de Piatigorsk y Kislovodsk). Las cinco novelas son:
- Primera parte: I, Bela
- Primera parte: II, Maksim Maksímych
- Segunda parte: I, Tamán
- Segunda parte: II, Princesa Mary
- Segunda parte: III, El fatalista

Hay tres narradores principales: un joven escritor de viajes anónimo que recibió los diarios de Pechorin tras serle legados por el capitán Maksim Maksímych, (que se diría que es el propio Lérmontov), un capitán veterano que sirvió con Pechorin durante un tiempo durante la guerra del Cáucaso, y el propio Pechorin a través de sus diarios. Los cuentos describen a Pechorin como un joven desengañado, impulsivo, emocionalmente distante y manipulador, capaz de un gran coraje pero aburrido por su vida en general.

### Primera parte

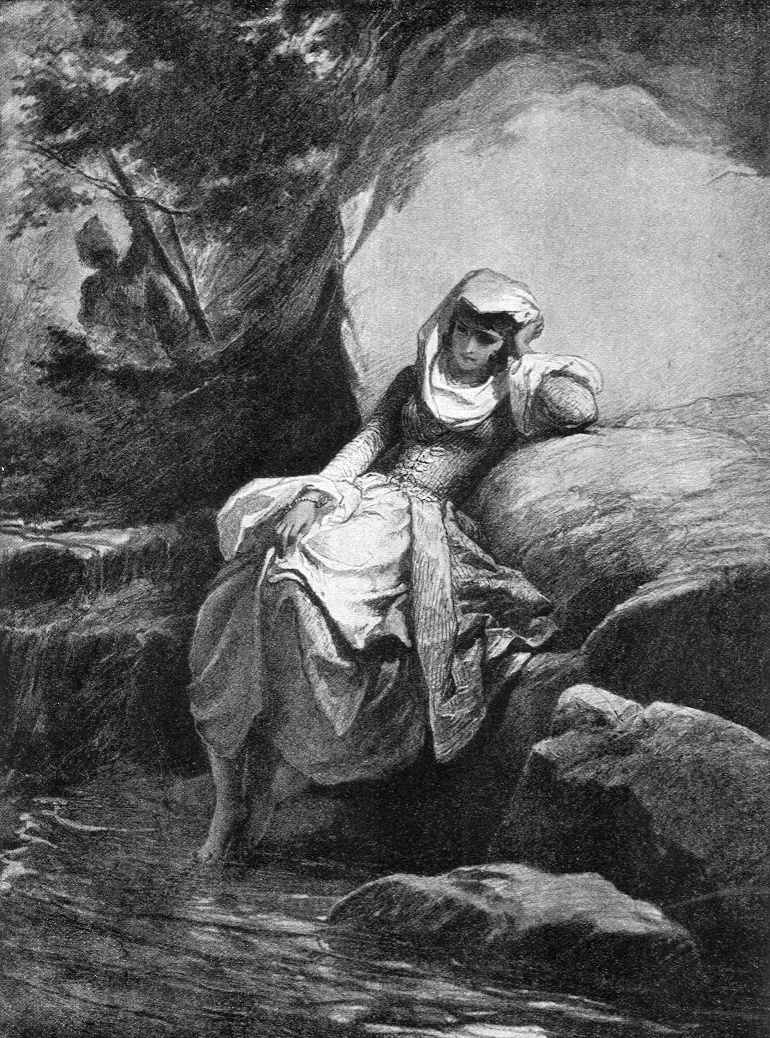
Bela según una ilustración de Mihály Zichy.

El narrador atraviesa el Cáucaso en un coche de postas desde Tiflis a Stávropol. Durante este espectacular viaje se encuentra con un capitán del ejército ruso, Maksim Maksímych, que le cuenta el rapto y la historia de amor entre un joven oficial, Pechorín, y una circasiana, Bela.
Pechorin, exiliado al Cáucaso después de un duelo, conoce a Bela y consigue que Azamat, hermano de Bela, se la entregue a cambio de un magnífico caballo que Pechorin debe robar al terrible bandolero Kázbich. Después de conseguir a Bela, Pechorin pierde el interés por la bella circasiana. Finalmente, Kázbich rapta a Bela, que muere apuñalada sin que Pechorín pueda hacer nada.
Un tiempo después, el narrador y el oficial se cruzan con Pechorin en Vladikavkaz. Sigue siendo un joven desengañado y hastiado de la vida. Se licenció del ejército y va camino de Persia. A pesar de la insistencia de su antiguo compañero de armas, Maksim Maksímych, que todavía guarda su diario, se niega a hablar sobre el pasado.

### Segunda parte

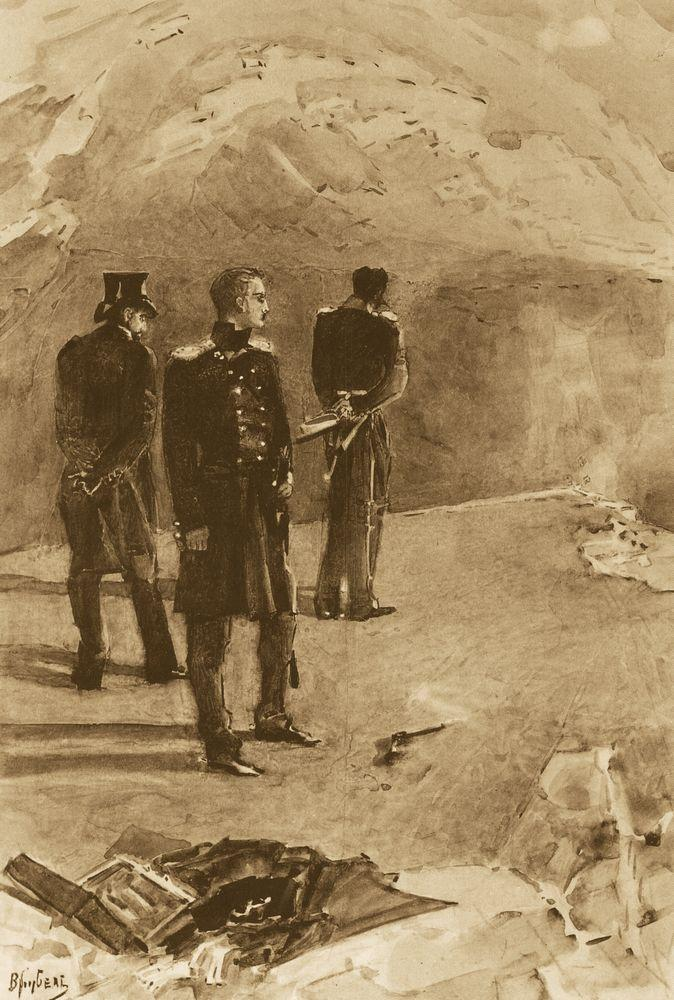
Duelo entre Pechorin y Grushnitski. Ilustración de Mijaíl Vrúbel para la publicación de 1891.

La segunda parte —y la principal— de la obra es el «diario de Pechorin» que el capitán Maksim Maksímych entrega al narrador, que lo publica después de la muerte del «héroe de nuestro tiempo», acaecida en Persia. El prefacio explica la idea del autor sobre su personaje:

Un héroe de nuestro tiempo, mis queridos lectores, es de veras un retrato, pero no sólo de un hombre. Es un retrato construido de todos los vicios de nuestra generación en pleno esplendor. Me volveréis a decir que un ser humano no puede ser tan malvado, y yo os contesto que si podéis creer en la existencia de todos los villanos de la tragedia y el romance, ¿por qué no creéis que existe un Pechorin? Si podéis admirar a tipos mucho más repulsivos y aterradores, ¿por qué no sois más misericordiosos con este personaje, incluso si es ficticio? ¿No es porque hay más realidad de la que desearíais?

El diario comienza con la novela Tamán, por el puerto (Tamán) del Mar Negro donde Pechorin en su viaje de exiliado hacia el Cáucaso pernocta en una miserable casucha. Rápidamente se da cuenta de que los habitantes —una anciana, una jovencita y un chico ciego— son contrabandistas. Temiendo que los denuncie a las autoridades, la joven se finge enamorada de Pechorin, lo arrastra hasta el mar e intenta ahogarlo antes de huir con uno de sus cómplices, dejando al ciego sollozando a la orilla.
La novela más larga es Princesa Mary. En un balneario del Cáucaso, Pechorin flirtea con una joven princesa, para vencer su tedio, vengarse del orgullo de la joven y burlarse de la vanidad de Grushnitski, un engreído soldado que corteja a la princesa —antiguo conocido de Pechorin—. Además, mantiene una aventura con Vera, mujer casada y tuberculosa, que había sido su amante. Entre actitudes desdeñosas y declaraciones apasionadas Pechorin consigue que la princesa Mary enloquezca de amor; cuando se cansa del juego la abandona cruelmente. El humillado Grushnitski lo reta a un duelo; por casualidad, Pechorin se entera de que el duelo está amañado y su pistola descargada; frustra la trampa en el último momento solicitando un cambio de arma y Grushnitski muere después de rechazar la reparación que le ofrece Pechorin. Finalmente, Pechorin rechaza a una mujer y es abandonado por la otra.
La última novela del diario de Pechorin es El fatalista. La acción se desarrolla en un asentamiento cosaco situado al norte del río Térek. Cuenta la historia de un hombre, Vúlich, quien, para demostrar la existencia de la predestinación y si uno es dueño de su propio destino, apuesta su vida y aprieta el gatillo, con el arma apuntando a su propia sien; pero, ante el asombro de los presentes, no se produce el disparo. Volviendo hacia su casa un cosaco borracho lo llama, lo empuja y lo hiere mortalmente con un sable. Pechorin, ansioso por desafiar su fatal destino, logra dominar al asesino a riesgo de su vida. El narrador se pregunta si existe la predestinación y confiesa haber tenido el alma de «un fatalista» en ese momento.

## Pechorin
Pechorin es la encarnación del héroe byroniano. Las obras de Byron eran de reputación internacional y Lérmontov menciona su nombre varias veces durante la novela. De acuerdo con la tradición byroniana, Pechorin es un personaje contradictorio: es a la vez sensible y cínico. Está poseído por una extrema arrogancia, tiene una profunda visión interna de sí mismo y personifica la melancolía del héroe romántico que se cría en la futilidad de la existencia y la certeza de la muerte. Toda la filosofía de Pechorin en cuanto a la existencia está orientada hacia el nihilismo, creando en él una personalidad distanciada, alienada, propia del hombre superfluo de la literatura rusa del siglo XIX. El nombre Pechorin está tomado del río Pechora en el norte de Rusia, como homenaje a la novela en verso Eugenio Oneguin de Aleksandr Pushkin, que tomó el nombre del río Onega.
Pechorin trata a las mujeres como un incentivo para conquistas sin fin y no las considera valiosas por ningún aspecto en particular. Considera a las mujeres, como la princesa Mary, poco más que peones en la conquista romántica, únicamente tienen valor en su búsqueda sin fin de placer. Esto se muestra en su comentario respecto a la princesa Mary: «A menudo me pregunto por qué estoy intentando tan duramente ganar el amor de una chica que no tengo el deseo de seducir y con la que nunca me casaré».
La única contradicción en la actitud de Pechorin hacia las mujeres aparece en sus sentimientos genuinos hacia Vera, quien a pesar de todo lo ama, quizás debido a sus culpas. Al final de La princesa Mary presenta un instante de esperanza al ver cómo Pechorin cabalga tras Vera. El lector prácticamente asume que Pechorin puede alcanzar el sentido de su existencia y que, finalmente, puede darse cuenta de un sentimiento verdadero. Toda una vida de superficialidad y cinismo no puede ser erradicada tan fácilmente; cuando interviene el destino y fallece el caballo de Pechorin, no muestra más esfuerzo de redención: «Vi cuan fútil y falto de sentido era buscar la felicidad perdida. ¿Qué más quería? ¿Verla otra vez? ¿Para qué?»
Cronológicamente, la última aventura de Pechorin es la primera descrita en el libro, mostrando los acontecimientos que explican su caída en depresión y retiro de la sociedad, que resultan en su muerte predicha por él mismo. El narrador es Maksim Maksímych que cuenta la historia de la bella princesa cherquesa Bela. Bela es secuestrada por su propio hermano Azamat para Pechorin a cambio de su ayuda para robar al bravo dzhiguit Kázbich su bellísimo caballo. Maksim Maksímych describe la persistencia ejemplar de Pechorin para convencer a Bela de que se entregue sexualmente a él, a lo que con el tiempo ella accede. Tras vivir un tiempo con Pechorin, este comienza explicarle a Bela su necesidad de libertad, por lo que Bela empieza a temer que la deje. Aunque Bela es completamente devota de Pechorin, dice que no es su esclava, sino la hija de una jefe tribal cherqueso, explicándole que lo dejaría si él no la quiere. La simpatía de Maksim Maksímych por Bela le hace cuestionar las intenciones de Pechorin. Este admite que la quiere y que está dispuesto a morir por ella, pero que tiene un corazón rebelde e insaciable y su vida se halla más vacía cada día. Piensa que su único remedio es viajar, para mantener su espíritu vivo.

## Traducciones
Algunas de las traducciones disponibles son:
- Lérmontov, Mijaíl (1985) [1840]. Герой нашего времени (Luis Abollado Vargas, trad.) [Un héroe de nuestro tiempo]. La línea de sombra (Catálogo histórico). Prólogo de Vladímir Nabókov, traducido por Lidia Kúper. México: Programa Editorial de la Coordinación de Humanidades. p. 176. ISBN 968-837-100-9.
- Lérmontov, Mijaíl (2007) [1840]. Герой нашего времени (Isabel Vicente, trad.) [Un héroe de nuestro tiempo]. México DF: Siglo XXI (México). p. 201. ISBN 978-96-8232-686-8.
- Lérmontov, Mijaíl (2007) [1840]. Герой нашего времени (Luis Abollado Vargas, trad.) [Un héroe de nuestro tiempo]. Otras latitudes. 3. Prólogo de Vladímir Nabókov, traducido por Javier Albiñana. Madrid (España): Nórdica. ISBN 978-84-9348-549-8.
- Lérmontov, Mijaíl (2 de marzo de 2009) [1840]. Герой нашего времени (Rocío Martínez Torres, trad.) [El héroe de nuestro tiempo]. Clásicos de la literatura eslava. Tres Cantos (España).: Akal. p. 208. ISBN 978-84-4602-760-7.
- Lérmontov, Mijaíl (8 de mayo de 2009) [1840]. Герой нашего времени (Isabel Vicente Esteban, trad.) [El héroe de nuestro tiempo]. Literatura. Madrid (España): Alianza. p. 224. ISBN 978-84-206-8253-2.
- Lérmontov, Mijaíl (2014) [1840]. Герой нашего времени (Víctor Gallego Ballestero, trad.) [Un héroe de nuestro tiempo. Antología poética]. Clásica Maior. LXII. Selección e introducción, Víctor Gallego Ballestero. Barcelona (España): Alba. p. 392. ISBN 978-84-906-5038-7.

## Adaptaciones: cine, teatro y ballet
El 1 de febrero de 1967, se estrenó la película soviética Un héroe de nuestro tiempo. Con guion y dirección de Stanislav Rostotski (Станислав Ростоцкий), la película incluye los tres primeros relatos del libro: Bela, Maksim Maksímych y Tamán. Producida por los Estudios de Cine Gorki, se presentó al Festival Internacional de Cine de San Sebastián de 1967.
En 2011, Álex Mcsweeney adaptó el libro para representarse como obra de teatro, en inglés. El preestreno tuvo lugar en el Festival Internacional de Arte Joven de Kingston upon Thames (Reino Unido) en el mes de julio. Después se estrenó, en agosto del mismo año, en Fringe de Edimburgo. Las críticas fueron positivas, entre 4 y 5 estrellas.
En 2014, la directora de escena alemana Kateryna Sokolova adaptó el libro centrándose en la novela más larga, Princesa Mary. La obra de teatro, dirigida por ella misma, se estrenó en Zúrich el 28 de mayo. La producción tuvo gran éxito; especialmente se destacó que no había perdido «ni la fina lingüística, ni la parálisis social del Zeitgeist (espíritu del tiempo) de Lémontov» ya que las dos configuran el aspecto byroniano del personaje.
El 22 de julio de 2015, el Teatro Bolshói estrenó en Moscú una adaptación para ballet de Un héroe de nuestro tiempo. El coreógrafo fue Yuri Possokhov (Yuri Pósojov), del Ballet de San Francisco, y Kiril Serébrennikov fue el director y autor del libreto. La partitura fue un encargo para esta producción al compositor Ilyá Demutsky. El argumento se basa en tres de las novelas incluidas en el libro: Bela, Tamán y Princesa Mary.